# Benjamin Bierman
Benjamin Bierman (* 15. März 1954) ist ein US-amerikanischer Jazztrompeter und Bandleader, Pianist, Arrangeur, Komponist und Musikpädagoge.
Bierman erwarb 1987 den Grad eines Bachelor im Fach Komposition an der State University of New York. Den Mastergrad erhielt er 2002 am Brooklyn College der City University of New York, wo er 2006 seine Dissertation über die Musik von George Handy vorlegte. Seine Kompositionslehrer waren Tania León, John Corigliano und David Del Tredici. Von 2000 bis 2003 leitete er das Center for Computer Music des Brooklyn College, danach bis 2004 das H. Wiley Hitchcock Institute for Studies in American Music. Daneben unterrichtet er an der City University – seit 2009 als Assistent Professor – Musiktheorie, Gehörbildung, Neue Musik und Jazz.
Seit 1997 leitet Bierman das Dance Orchestra of New York. Als Trompeter, Komponist und Arrangeur arbeitete er mit Musikern wie B. B. King, Archie Shepp, Machito, Ray Barretto, Tito Puente, Celia Cruz, Johnny Copeland, Albert Collins, Robert Cray, Stevie Ray Vaughan und James Cotton zusammen.

## Werke
- The Poem That Nobody Hears, 10-Minuten-Oper, 2009
- Beyond Romance, Liedzyklus nach Texten von Earl Shuman, 2007
- 60x60, “Father and Son Boogie”, 2005
- Doings for String Quartet, 2005
- Augusta and Elliott: Sweep the Deep, Kinder-Musical, Libretto von Earl Shuman, 2004
- A Second Chance für Jazzquintett, 2004
- Some Takes On the Blues, elektroakustische Komposition, 2004
- Blues Mambo für Gitarrenduo, 2004
- So(Not)a for Trumpet and Piano, 2003
- Confessions of Devorgilla für Konzertina und Mezzosopran, 2003
- Q Express, elektroakustische Komposition, 2003
- I Wish That You Understood für Tenor, Alt, Violine, Cello, Trompete und Klavier, 2002
- In/Out of Water für Jazzquartett, 2002
- Proximities für Kammerensemble, 2002
- Proximities für Orchester, 2001
- Duet for Trumpet, Drum Kit, and Tape, 2001
- Pyrothechnics für Bläserquintett, 2000
- Concerto for Trumpet and Processed Trumpet, 2000
- Four Preludes for Violin Solo, 2000
- Nocturne: Music at the Marsh für Marimba/Pauken und Altsaxophon, 1999
- Walt! (Musical Settings of Walt Whitman poetry) für Tenor, Orchester und Rhythmusgruppe, 1997
- Latin Jazz, Suite für Latin Jazz Quintett, 1996
- “Basso Profondo”, “The Judge Goes To Sing Sing”, “Breakfast Special” für Jazzquintett, 1994